# Хатмехіт

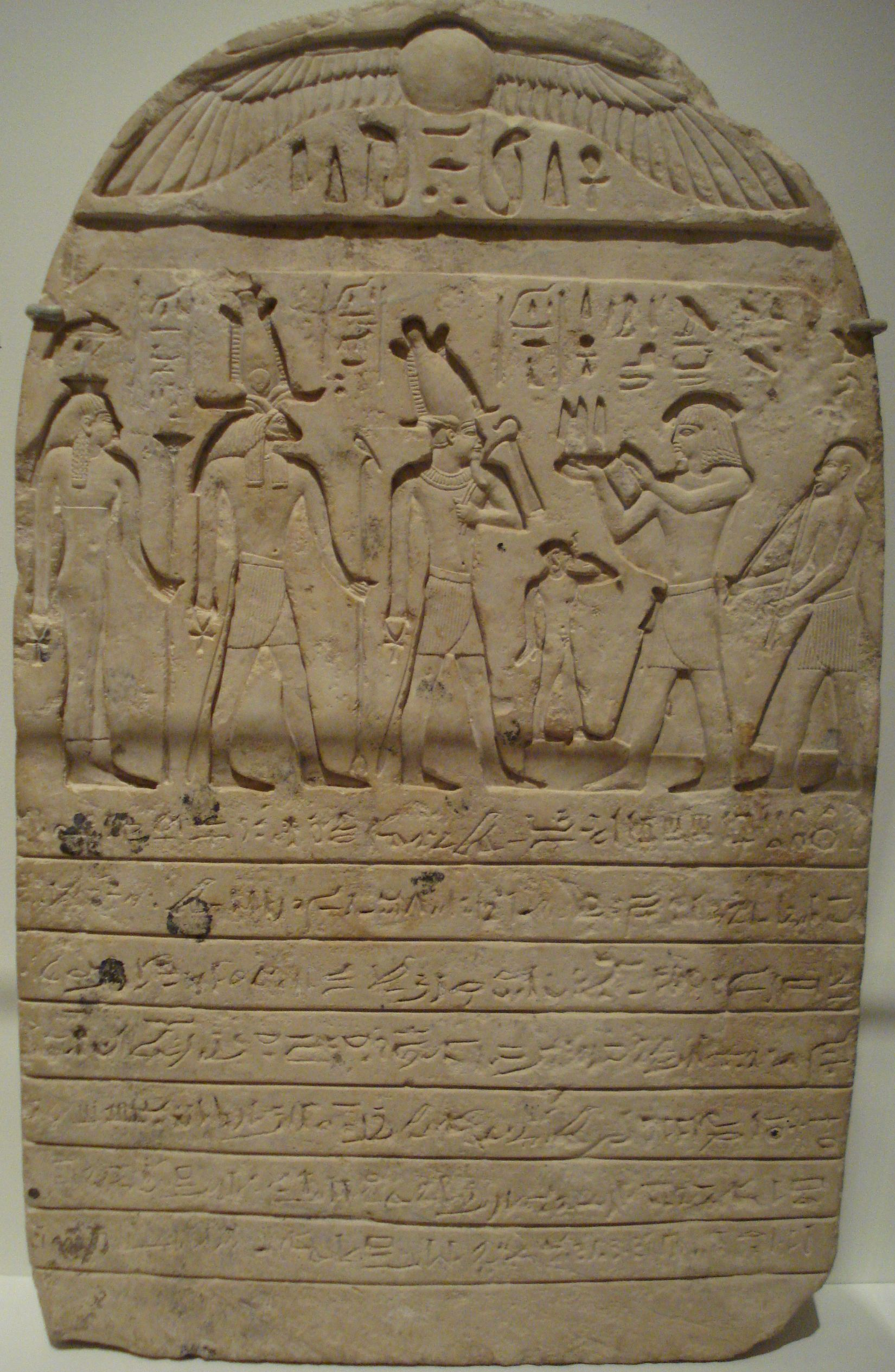
Хатмехіт, Банебджедет і Осіріс

Хатмехіт (Хатмехет) — богиня-риба в єгипетській міфології, якій спочатку поклонялися в районі дельти річки Ніл в місті Пер-Банебджедет (Мендес).
Ім'я Хатмехіт означає «Будинок Мехіт», що ототожнює її з богинею Хатор (однією з найстаріших богинь Єгипту), яка мала стосунок до всесвітнього потопу. Цю легенду пов'язують з міфом про «Первинні води творіння» з яких все виникло. Інші богині асоціювалися зі створеними в первинних водах богинями Мут і Нун.
У давньоєгипетському мистецтві Хатмехіт зображували у вигляді риби або жінки з короною на голові у вигляді риби. Хатмехіт була також знана як «Перша серед риб». Хатмехіт була богинею життя і захисту.
Коли з'явився культ Осіріса, жителі Мендеса відреагувавши на це, вважали, що він досяг своєї популярності, бувши чоловіком Хатмехіт. Душа Осіріса Ба, відоміша як Банебджед у перекладі означала «Душа пана джед» (у зверненні до Осіріса), що говорило про те, що він був одружений з Хатмехіт.
Коли Гор (Гарпократ) став шануватися як син Осіріса, то Хатмехіт стали вважати його матір'ю. Бувши дружиною Осіріса та матір'ю Гора, Хатмехіт, зрештою, стали одтотожнювати з Ісідою.